# Otokar Fierlinger
Otokar Fierlinger (21. května 1888 Olomouc – 8. září 1941 Praha) byl zahradní architekt a teoretik urbanismu. Jeho bratrem byl politik Zdeněk Fierlinger.

## Život
Studoval ve Vídni na Vysoké škole technické, v letech 1913 až 1918 pracoval ve státní službě na brněnském místodržitelství. Po krátkém intermezzu na Okresním hejtmanství v Olomouci nastoupil roku 1919 na ministerstvo veřejných prací, kde působil více než dvě desetiletí. V roce 1934 byl jmenován přednostou oddělení pro plánování a výstavbu měst.
Absolvoval stáž v USA, na univerzitách v Michiganu a na Harvardu. Během svého pobytu v USA se také seznámil s prací Franka Lloyda Wrighta. Po návratu začal Fierlinger prosazovat anglickou a americkou krajinářskou školu.
V letech 1930 až 1937 byl docentem nauky o stavbě měst na Akademii výtvarných umění v Praze.
Během druhé světové války se zapojil do odboje, pomáhal rodinám pronásledovaným nacisty a také na výrobě a distribuci ilegálních tiskovin. Zemřel 8. září 1941 v pražské Vinohradské nemocnici po neúspěšné operaci.
Pohřben byl v rodinné hrobce na olomouckém Ústředním hřbitově v Neředíně.

## Realizované zahrady
- zahrady u vily Edvarda a Hany Benešových, Ludvíka Strimpla a Zdeňka Fierlingra v Sezimově Ústí, 1930
- zahrada Černínského paláce v Praze (1931–1934, spolu s Pavlem Janákem)
- parter Letohrádku královny Anny, 1937–1938
- soukromé zahrady v Praze, Jevanech, Strančicích a Nových Hradech
- zahrada vily Františka Langera

## Realizované stavby
- letní dům Zdeňka Fierlingera v Sezimově Ústí, 1930

## Teoretická díla
Otokar Fierlinger je autorem mnoha děl o urbanismu a krajinářské architektuře.
- Fierlinger O., Říha J.K., Město a upravovací plán, 1932
- Fierlinger O., Zahrada a obydlí, 1938 [3]